# (660) Crescentia
(660) Crescentia és un asteroide que pertany al cinturó d'asteroides descobert el 8 de gener de 1908 per Joel Hastings Metcalf des de l'observatori de Taunton, als Estats Units d'Amèrica.

## Designació i nom
Crescentia va rebre al principi la designació de 1908 CC.
Es desconeix la raó del nom.

## Característiques orbitals
Crescentia està situat a una distància mitjana de 2,534 ua del Sol, podent apropar-se fins a 2,26 ua. La seva inclinació orbital és 15,2° i l'excentricitat 0,1081. Triga a completar una òrbita al voltant del Sol 1473 dies.
Crescentia forma part de la família asteroidal de Maria.